# Casse rurali
Le casse rurali sono state cooperative di credito per i piccoli agricoltori.

## Storia
In Italia si diffusero a partire dalla fine del XIX secolo ad opera di Leone Wollemborg. La sua iniziativa fu sostenuta soprattutto dai parroci di campagna: il che costituì all'epoca uno dei rari esempi di collaborazione tra classi sociali e posizioni ideologiche diverse, accomunati dal desiderio di venire incontro alla popolazione rurale, afflitta da grande povertà, e del clero di campagna. Si richiamavano alle banche tedesche ideate da Friedrich W. Raiffeisen che si basavano sull'auto-aiuto tra soggetti che altrimenti non avrebbero potuto avere accesso al credito bancario. Dopo poco tra la componente liberale e quella cattolica sorsero dei dissapori e le casse vennero rifondate solo dalla componente cattolica. L'anima di queste iniziative fu il sacerdote don Cerutti.
Concentrate inizialmente nel Veneto (la prima cassa italiana fu fondata a Loreggia nel 1883) ed in Sicilia esse comportavano la responsabilità solidale e illimitata dei soci nei confronti dei terzi e concedevano prestiti a piccoli proprietari terrieri, fittavoli e coloni. La loro attività rimase per molti anni di ridotte dimensioni ma esse consentirono l'accesso al credito agrario a centinaia di migliaia di contadini. Accanto alle casse rurali di matrice cattolica all'inizio del '900 furono fondate varie casse agrarie laiche. Con il passare degli anni si diffusero sull'intero territorio nazionale, compreso il Mezzogiorno.
Nel 1936 la legge bancaria voluta dal fascismo impose a tutte le casse di assumere la denominazione di casse rurali ed artigiane. Una particolare importanza assunse l'istituto centrale ICCREA Banca.. Nel 1993, con la modifica del Testo Unico Bancario, assumono la denominazione di banche di credito cooperativo, mantenendo gli elementi originari (quali, ad esempio il voto capitario, la mutualità, il forte radicamento sul territorio) ma vengono meno alcuni limiti di operatività permettendogli di operare sul mercato come gli istituti di credito ordinario. Tuttora in Alto Adige le 48 Raiffeisen Kasse, tutte autonome, e le 41 equivalenti in Trentino usano nella denominazione in lingua italiana il termine "casse rurali".